# Salish-Sprachen

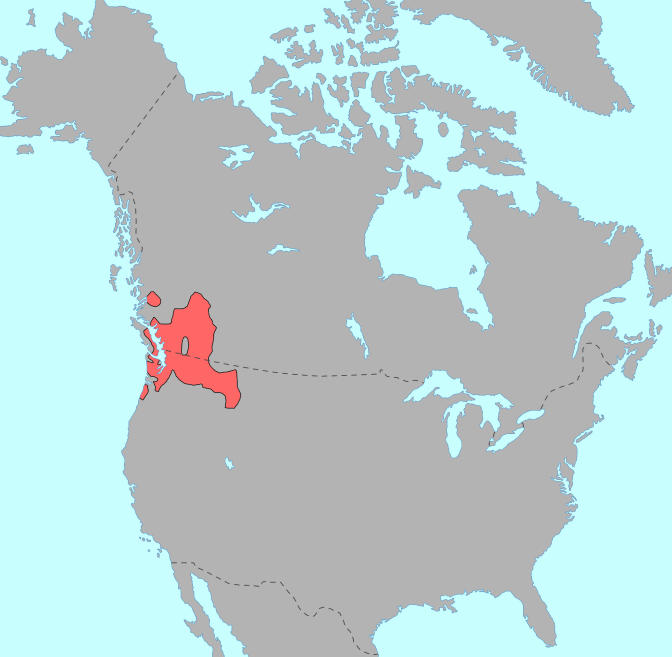
Verbreitung der Salish-Sprachen

Salish ist eine Sprachfamilie in Nordamerika, die 23 Sprachen hervorgebracht hat. Sie kommt hauptsächlich in British Columbia, Kanada und im Bundesstaat Washington in den USA vor. Sie gehört zu den indigenen amerikanischen Sprachen.
Der Sprachcode nach ISO 639-2 ist „sal“.
Es gibt noch geschätzt 2500 Sprecher.
Der Bezeichnung für diese indigene Sprachfamilie als „Salish“ leitet sich von den Bitterroot Salish bzw. fälschlich oft als Flathead bezeichneten Volk ab, denn diese Binnen-Salish nannten sich Seliš, Selish oder Salish – „das Volk“. Zur Unterscheidung von den anderen Salish-Völkern (und um die veraltete und irreführende Stammesbezeichnung als „Flathead“ zu vermeiden) werden sie vermehrt nach ihrem bevorzugten Rückzugsgebiet, dem Bitterroot Valley, als „Bitterroot Salish“ bezeichnet.

## Klassifikation der Salish-Sprachen

### Bella Coola
1. Nuxálk oder Bella Coola / Bellacoola (der Nuxalk oder Nuxalkmc, übernahmen viele Lehnwörter des Dialekts der Heiltsuk (Bella Bella) und Haihai (Xai'xais) aus der Heiltsuk-Oowekyala-Sprache, einer nördlichen Wakash-Sprache)
- Kimsquit-Dialekt (der Sutslmc)
- Nuxálk oder Bella Coola-Dialekt (der Nuxalkmc oder Stuic (Stuie))
- Kwatna-Dialekt (der Kwalhnmc / Kwalnamx / Kwalhna von Kwatna – „place of the Kwalhnmc / Kwalnamx / Kwalhna people“)
- Tallheo / Taliomi oder Talyu-Dialekt (der Taliyumc / Talyumx vom heutigen Tallheo (Talyu) – „place of the Taliyumc / Talyumx people“)

### Küsten-SalishoderCoast Salish
A. ZENTRAL-KÜSTEN-SALISH (Central Coast Salish) oder ZENTRAL-SALISH (Central Salish)
I. Northern Georgia Strait Coast Salish oder Northern (Coast) Salish
2. Comox-Sliammon oder Ay-Ay-Ju-Thum / Salhulhtxw (ʔayʔaǰuθəm / Saɬuɬtxʷ)
- Island Comox (Insel Comox) oder Comox (Salhulhtxw / Saɬuɬtxʷ)-Dialekt (der Comox (K’ómoks oder Sathloot) rund um die heutige Stadt Comox, übernahmen jedoch später den Liq'wala-Dialekt des Kwak'wala der mächtigen Lekwiltok (Laich-kwil-tach))
- Mainland Comox (Festland Comox) oder Ay-Ay-Ju-Thum (ʔayʔǰuθəm) / Éy7á7juuthem (?ay?adzhúth@m), auch Sliammon (ɬəʔamɛn)-Dialekt

- Unterdialekt der Homalco (Xwemalhkwu)
- Unterdialekt der Klahoose (ƛohos)
- Unterdialekt der Sliammon (ɬəʔamɛn oder Tla’amin)

3. Pentlatch oder Puntletch / Puntledge (Pənƛ̕áč) (der Pentlatch (Puntletch oder Puntledge))
4. Sechelt oder Sháshíshálh / She Sháshíshálhem (šášíšáɬəm) (der Sechelt (Shishalh))
II. Central Salish oder Central Coast Salish
5. Halkomelem
Hulquminum (Hul’q’umi’num’) oder Island Dialect, auch Cowichan (im südlichen Georgia-Strait-Gebiet, im Südosten von Vancouver Island, den Gulf Islands sowie entlang des unteren Fraser River; die Stämme nennen sich Hul'qumi'num Mustimuhw „Hul'qumi'num-sprechende Völker“ oder Xwulmuxw Mustimuxw „indigenes Volk“)
- Stz'uminus / Shts'um'inus oder Chemainus-Unterdialekt

- Chemainus (Stz'uminus oder Shts'um'inus)
- Halalt (xeláltxw)
- Lyackson (Laay'ksen)

- Quw'utsun Mustimuhw, Khowutzun / Kw’amutsun (Quw'utsun) oder Cowichan (Quamichan)-Unterdialekt (am Nordufer des Cowichan Lake, im Cowichan River Valley an der Ostküste von Vancouver Island)

- Ts'uubaa-asatx (Lake Cowichan) („Volk entlang des Sees, d. h. des Cowichan Lake“), sprachen ursprünglich den Ts'uubaa-asatx-Dialekt des DiiɁdiitidq / Diidiitidq, einer Südlichen Wakashan-Sprache
- Cowichan Tribes (Khowutzun / Quw'utsun Mustimuhw / Quw’utsun Hwulmuhw) („Volk des warmen Landes“)

- Snanaimuk / Nanaimo oder Nanaimuk-Unterdialekt

- Nanaimo (Snanaimo oder Snuneymuxw)
- Nanoose (Sna-Naw-As)

- Malahat (Málexeł) (sprechen neben Hulquminum (Hul’q’umi’num’) ursprünglich jedoch den Malchosen (auch: Malahat, Samish genannt)-Dialekt des Northern Straits Salish, der eng mit dem SENĆOŦEN / Sənčaθən-Dialekt der anderen Saanich (W̱SÁNEĆ) verwandt ist – oder als ein Unterdialekt betrachtet wird, „MÁLEXEȽ“ ist die SENĆOŦEN / Sənčaθən oder Saanich-Bezeichnung)
- Penelakut (Penálaxeth')
- Qualicum

Hunquminum (H?n'q'?min'?m') oder Downriver Dialekt, auch Musqueam (der Stó:lō und benachbarter Stämme im Lower Fraser River Vally von Matsqui flussabwärts sowie Greater Vancouver, New Westminster, X̲á:ytem, Mission (Hatzic), Stave River, Pitt Lake und Pitt River)
- Burrard (Tsleil-Waututh)
- Katzie
- Kwantlen (früher: Langley Indian Band)
- Kwikwetlem (Coquitlam)
- Matsqui
- Musqueam oder X'muzk'i'um (xʷməθkʷəy̓əm)
- Tsawwassen

Halqemeylem (Halq’eméylem) oder Upriver Dialect, auch Stó:lō / Upper Stó:lō (der Stó:lō und einiger benachbarter Stämme im Upper Fraser River Valley und Fraser Canyon, flussaufwärts von Sumas bis nach Spuzzum)
- Tait-Unterdialekt des Tít (Tait)-Stammes der Stó:lō

- Chawathil (früher: Hope Indian Band)
- Popkum
- Tait (Skawahlook)
- Shxw'ow'hamel

- Pilalt-Unterdialekt des Pilalt-Stammes der Stó:lō

- Cheam
- Kwaw-kwaw-Apilt

- Chehalis oder Cheminaus-Unterdialekt (der Chehalis (Sts'Ailes) im Lower Mainland am Lower Harrison River und Harrison Lake, große Einflüsse durch Ucwalmícwts – nicht zu verwechseln mit den Upper Chehalis (Kwaiailk) und Lower Chehalis)
- Chilliwack / Chiliwack /Chilliwak-Unterdialekt (benannt nach dem Ts’elxwéyeqw-Stamm der Stó:lō, entlang des Chilliwack River sowie dem Harrison River und ihren Nebenflüssen)

- Ts’elxwéyeqw-Stamm der Stó:lō (früher auch Ch-ihl-kway-uhk oder Chilliwack genannt)

- Aitchelitz (Ăthelets) („The point where two rivers meet“)
- Skway (Shxwhá:y Village) („A place to make canoes“)
- Skowkale (Sq’ewqéyl) („At a bend in the Chilliwack River“)
- Soowahlie (Th’ewá:li) („Melting or dissolving away“)
- Squiala (Sxwoyehálá) („Gathering of a lot of people“)
- Tzeachten (Ch’íyáqtel) („Fishtrap, fish weir“)
- Yakweakwioose (Yeqwyeqwí:ws) („Repeatedly burned out, village“)

- Leq' a: mel (Lakahahmen)
- Peters Band
- Skwah
- Qayqayt (Kikait)
- Seabird Island (Sq'éwqel) (ihr Dialekt ist eine Mischung von Halqemeylem und Nlaka'pamuctsin (Thompson))
- Scowlitz (Scaulits)
- Sumas (Semá:th)
- Tsakuam
- Union Bar
- Yale (sprechen Halqemeylem sowie den Puchil-Dialekt des Nlaka'pamuctsin)

6. Nooksack oder Lhéchelesem / Lhéchalosem (ɬə́čələsəm / ɬə́čælosəm) (der Nooksack (Noxws’áʔaq))
7. Squamish oder Sḵwx̱wú7mesh snichim / Skwxwu7mesh (der Squamish (Skwxwú7mesh))
III. Straits Salish oder Straits
8. Klallam (Clallam) oder Nəxʷsƛ̕áy̓emúcən (auch: Southern Straits Salish) (der Klallam (S'Klallam))
- Elwha-Klallam-Dialekt
- Becher-Bay-Klallam-Dialekt
- Jamestown-Klallam-Dialekt
- Little-Boston-Klallam-Dialekt

9.Northern Straits Salish
- Xwlemiʼchosen / xʷləmiʔčósən oder Lummi-Dialekt

- Lummi (Xwlemi oder Lhaq'temish)
- Swallah (Swalish) (werden manchmal als eine Untergruppe der Lummi betrachtet)

- Malchosen / Malahat oder (selten auch) Samish-Dialekt (der Malahat (Málexeł), eng mit dem SENĆOŦEN / Sənčaθən-Dialekt verwandt, daher oft als ein Unterdialekt betrachtet, sprechen zudem den Hulquminum (Hul’q’umi’num’)-Dialekt des Halkomelem)
- SENĆOŦEN / Sənčaθən oder Saanich-Dialekt (der Saanich (W̱SÁNEĆ))
- Siʔneməš oder Samish-Dialekt (der Samish (sʔémǝš))
- Tah-tu-lo oder Semiahmoo-Dialekt (der Semiahmoo)
- Tʼsou-ke, c̓awk oder Sooke-Dialekt (der T'sou-ke (Sooke))
- Lək̓ʷəŋín̓əŋ / Lekwungen oder Songhees / Songish-Dialekt

- Unterdialekt der Songhees (Lkwungen (Lekwungen))
- Unterdialekt der Esquimalt (Ess-whoy-malth)

IV. Southern Salish oder Southern Coast Salish
10. Lushootseed (Puget (Sound) Salish) oder Xʷəlšucid / Dxʷləšúcid
Nördliches Lushootseed (Northern Puget Sound Salish)
- Sduhubš oder Snohomish-Dialekt (der Snohomish (Sdoh-doh-hohbsh oder Sdohobich), ihr Dialekt stellt einen Übergang zwischen dem Nördlichen Lushootseed und dem Südlichen Lushootseed dar)
- Stillaguamish-Dialekt (der Stillaguamish (Stoluck-wa-mish))
- Skaǰət-Swinomish oder Lower Skagit-Swinomish-Dialekt

- Lower Skaǰət-Unterdialekt (der Lower Skagit)
- Swinomish-Unterdialekt (der Swinomish)

- Upper Skaǰət-Dialekt (der Upper Skagit)
- Suiʼaẋbixʷ oder Sauk-Suiattle-Dialekt (der Sauk-Suiattle, einer einstigen Gruppe der Upper Skagit)

Südliches Lushootseed oder Whulshootseed (Xʷəlšuʔcid) / Twulshootseed (Txʷǝlšucid) (Southern Puget Sound Salish)
- Diiwa'mTsh oder Duwamish-Dialekt (der heutigen Duwamish (Dxʷ'Dəw?Abš), bis 1850 einst zwei Stämme)

- Dxʷ'Dəw?Abš-Unterdialekt (der Dxʷ'Dəw?Abš, „the people of the inside“)
- Xacuabš-Unterdialekt (der Xacuabš, „the people of the lake“)
- s-tah-PAHBSH oder Sammamish (Samena)-Unterdialekt (der Sammamish, werden oft als Unterstamm der Xacuabš betrachtet)

- Kikiallus-Dialekt (der Kikiallus (Ki Ki Allus) auf Fir Island im Skagit River Delta, werden zu den Skagit gerechnet)
- Bəpubšł / Bǝqǝlšuɫucid oder Muckleshoot-Dialekt (der Muckleshoot (Buklshuhls))
- Txʷǝlšucid / Twulshootseed oder Puyallup-Nisqually-Dialekt

- Spuyaləqəlpubšut /S’Puyalupubsh oder Puyallup-Unterdialekt (offiziell: Txʷǝlšucid) (der Puyallup (S’Puyalupubsh oder Spuyaləqəlpubšut))
- Sqʷaliʼabš oder Nisqually-Unterdialekt (der Nisqually (Squalli-Absh oder Sqʷaliʼabš))

- Sʼəhiwʼabš oder Sahewamish-Dialekt (der Sahewamish (Sʼəhiwʼabš))
- Skykomish-Dialekt (der Skykomish (Skai-whamish))
- Squaxin / Squaxon-Dialekt (der Squaxin (Squaxon))
- Sduqʷalbixʷ oder Snoqualmie-Dialekt (der Snoqualmie (Sduqwalbixw))
- č'tilqwəbš / CH'tilQWubSH oder Steilacoom-Dialekt (der Steilacoom (Steilacoomamish oder CH'tilQWubSH))
- Suqʷabš oder Suquamish-Dialekt (der Suquamish (Suqwabš))

11. Twana oder Skokomish
- Quilcene-Dialekt (der Kolsid (oder Quilcene) und weiterer 6 Twana (Tu-a’d-hu)-Gruppen)
- Sqʷuqʷúʔbəšq oder Skokomish-Dialekt (der Skokomish (sqʷuqʷóʔbəš/sqWuqWu'b3sH oder Twana), größte Twana (Tu-a’d-hu)-Gruppe)
- Tulalip-Dialekt (der Tulalip oder Du-hlelips (dxwlilap))

B. TSAMOSAN (Olympic Peninsula) oder SÜDWESTLICHES KÜSTEN-SALISH (Southwestern Coast Salish) (auf der Olympic Peninsula und angrenzender Gebiete)
I. Inland (Binnen)-Tsamosan
12. Cowlitz (Lower Cowlitz) oder Sƛ̕púlmš (der Lower Cowlitz oder Kwalhiokwa)
13. Upper Chehalis oder Q̉ʷay̓áyiłq̉ (der Upper Chehalis oder Kwaiailk – nicht zu verwechseln mit den Chehalis (Sts'Ailes))
II. Maritime (Meer)-Tsamosan
14. Lower Chehalis oder Łəw̓ál̕məš (der Lower Chehalis – nicht zu verwechseln mit den Chehalis (Sts'Ailes))
15. Quinault oder Kʷínayɬ
- Queet-Dialekt (der Queet oder Quaitso)
- Quinault-Dialekt (der Quinault)

C. TILLAMOOK (entlang der nordwestlichen und zentralen Pazifikküste Oregons)
16. Tillamook oder Hutyéyu
- Tillamook-Dialekt oder Nördlicher Dialekt (der Tillamook (Nehalem))

- Nehalem-Tillamook-Unterdialekt
- Garibaldi-Nestucca (Nestucka)-Unterdialekt
- Salmon River (Nechesnan)-Unterdialekt

- Siletz-Dialekt oder Südlicher Dialekt (der Siletz, der südlichsten Gruppe der Küsten-Salish)

### Binnen-SalishoderInterior Salish
A. NORDEN
17. Lillooet / St’át’imcets (der St'at'imc (Lillooet oder Lilwat))
- St'at'imcets oder Fountain-Dialekt (Upper St'at'imcets) (der Upper St'at'imc, auch bekannt als Upper Lillooet oder Fraser River Lillooet)
- Ucwalmícwts / Lil'wat7úlmec oder Mount Currie-Dialekt (Lower St’at’imcets) (der Lower St'at'imc, auch bekannt als Lower Lillooet oder Mount Currie Lillooet)

18. Shuswap oder Secwepemctsín / Səxwəpməxcín (der Secwepemc (Shuswap))
- Östlicher Dialekt

- Kinbasket (Kenpesq’t)-Subdialekt
- Shuswap Lake / Secwepemc (Qw7ewt/Quaaout)-Subdialekt

- Westlicher Dialekt

- Canim Lake (Tsq’escen)-Subdialekt
- Chu Chua (Simpcw)-Subdialekt
- Deadman's Creek (Skitsestn/Skeetchestn)–Kamloops (Tk'emlups)-Subdialekt
- Fraser River (Splatsin, Esk’et)-Subdialekt
- Pavilion (Tsk’weylecw)–Bonaparte (St’uxtews)-Subdialekt

19. Thompson (River) Salish oder Nlaka'pamuctsin / Nɬeʔkepmxcín (der Nlaka'pamux (Thompson (River) Salish))
- Nlaka'pamuctsin-Dialekt (der Nlaka'pamux/Nłeʔkepmxc („Canyon Vok“) Bands im Fraser Canyon und im Thompson Canyon)
- Scw'exmxcin-Dialekt (der Swxexmx/Scw̓̓éxmx („Volk entlang der Bachläufe, d. h. im Nicola River Valley“) oder Nicola Bands im Tal des Nicola River)

 B. SÜDEN
20. Coeur D'Alene oder Snchitsu’umshtsn / Snčícuʔumšcn (auch Skitswish) (der Coeur d’Alene (Schitsu'umsh oder Skitswish))
21. Columbia-Moses oder Nxaảmxcín, oft auch Columbia-Wenatchi (auch: Moses-Colombia Salish, Columbian, Chelan, Wenatchee)
- Columbia-Dialekt (der Sinkiuse-Columbia (Middle Columbia Salish))
- Wenatchi-Dialekt

- Wenatchi (Wenatchee oder P'squosa)
- Entiat (Sentiatgkumuh oder Intietuk)
- Chelan

22. Colville-Okanagan, Syilx'tsn oder Nesilextcl'n / Nsəlxcin / n̓səl̓xčin̓ (Nsyilxcn) (auch Okanagon, Nsilxcín, Nsíylxcən, ta nukunaqínxcən)n̓səl̓xčin̓ 
I. Colville-Dialektgruppe
- Senxwya?tpitx oder Colville (auch: Kettle)-Dialekt (der Colville (Skoyelpi oder Swhy-ayl-puh))
- Senp?wilx, Nesilextcl'n oder Sanpoil-Nespelem-Dialekt

- Senp?wilx oder Nesilextcl'n-Subdialekt (der Sanpoil (Nesilextcl'n oder N’pooh-le))
- Nespelem-Subdialekt (der Nespelem (Nespilim))

- Sn-selxcin oder (Arrow) Lakes-Dialekt (der Sinixt (Arrow Lakes Band))

- S?altikwet oder (Arrow) Lakes-Subdialekt
- Senickstx oder Slocan-Subdialekt

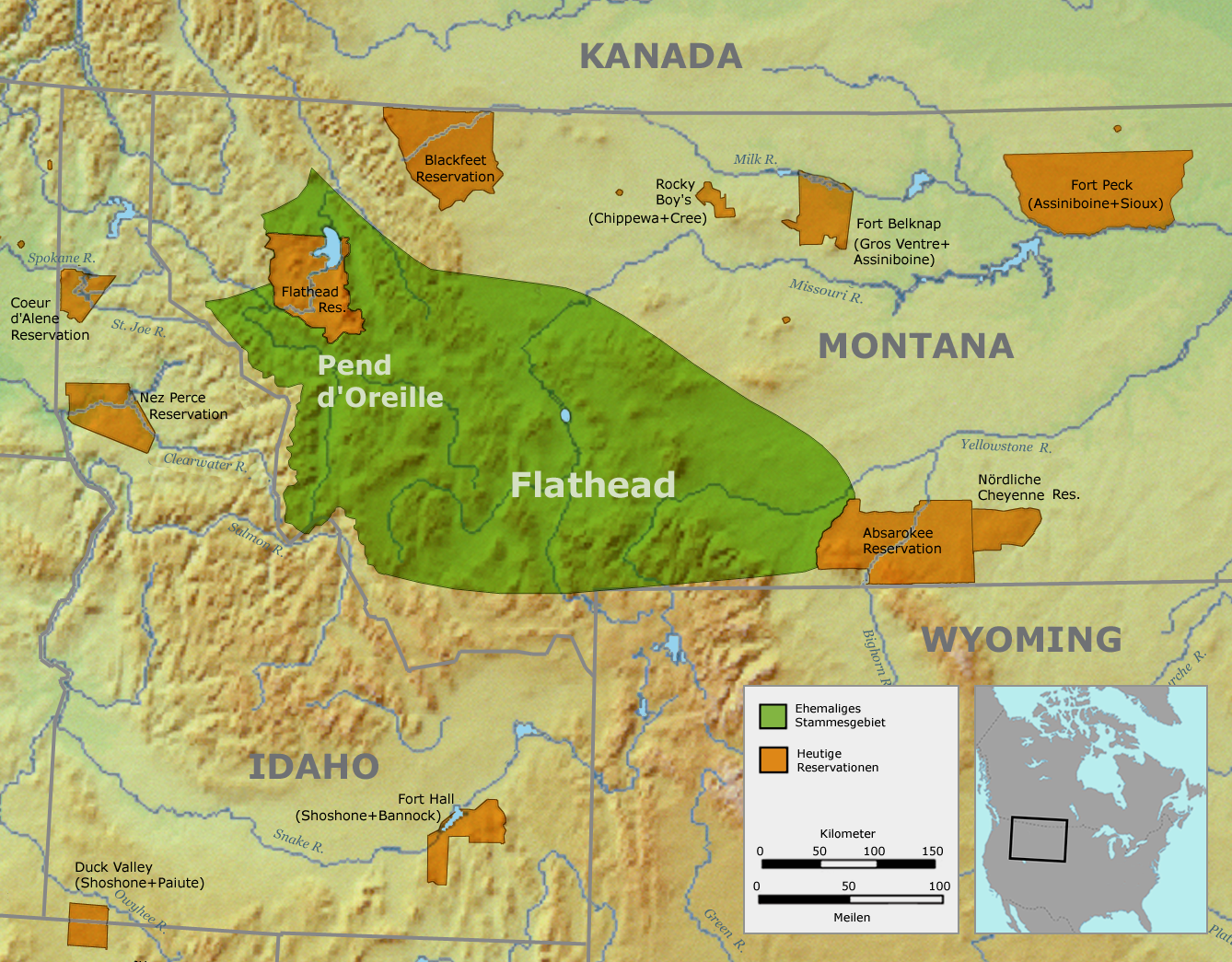
Ehemaliges Stammesgebiet der Flathead und Pend d'Oreille und heutiges Reservat in Montana

II. Okanagan-Dialektgruppe
Northern Okanagan oder Nördliches Okanogan
- Suknaqinx oder eigentl. Northern Okanagan-Dialekt (zwei regionale Idiome rund um Douglas Lake („Spaxomin“) und Nicola Lake („Quilchena“), der Okanagan (Head of the Lake Indian Band), Osoyoos, Westbank (Stqaʔtkʷníwt) und Upper Nicola Band der Northern Okanagan (Syilx))
- Smelqmix oder Similkameen Okanagan-Dialekt (der Lower und Upper Similkameen(auch: Lower und Upper Smelqmix) und Penticton Indian Band der Northern Okanagan (Syilx))
- Methow Okanagan-Dialekt (der Methow oder Mitois)

Southern Okanagan oder Südliches Okanogan
- Senq'a?itkw oder Southern Okanagan-Dialekt (Sinkaietk (Lower oder Southern Okanagan))

23. Montana Salish oder Salish (Séliš) (npoqínišcn-qlispé-séliš, auch: Kalispel–Pend d'Oreille, Kalispel–Spokane–Flathead oder Spokane–Kalispel–Bitterroot Salish–Upper Pend d'Oreille)
- Npoqínišcn-Dialekt (der Spokane (Sqeliz))
- Qlispé / Qalispé / Nqlispélišcn oder Kalispel-Dialekt

- Qlispé / Qalispé oder Kalispel-Subdialekt (der Lower Kalispel (Lower Pend d’Oreille))
- Čłqetkʷmcin oder Qlispé-Subdialekt(der Upper Kalispel (Upper Pend d’Oreille))
- Chewelah-Subdialekt (der Chewelah)

- Séliš / Nsélišcn oder Salish-Dialekt (der Flathead (Seliš oder Bitterroot Salish))